# 黑水列当
黑水列当（学名：Orobanche pycnostachya var. amurensis）为列当科列当属下的一个变种。

## 扩展阅读
- 維基物種上的相關：黑水列当